# DIN 18024
Die DIN-Norm DIN 18024 beschreibt die Anforderungen für das barrierefreie Bauen öffentlicher Verkehrswege und Gebäude für Behinderte und ältere Menschen.

## Geltungsbereiche
Die Norm besteht aus zwei Teilen:
- Teil 1 Straßen, Plätze, Wege, öffentliche Verkehrs- und Grünanlagen sowie Spielplätze; Planungsgrundlagen beschreibt die Anforderungen für Straßen, Plätze, Wege, öffentliche Verkehrs- und Grünanlagen sowie Spielplätze.
- Teil 2: Öffentlich zugängige Gebäude und Arbeitsstätten, Planungsgrundlagen beschreibt die Anforderungen für öffentlich zugängige Gebäude und Arbeitsstätten.

Als Anwendungsbereich werden folgende Personengruppen genannt:
- Rollstuhlbenutzer
- Blinde und Sehbehinderte
- Gehörlose und Hörgeschädigte
- Gehbehinderte
- Menschen mit sonstigen Behinderungen
- ältere Menschen
- Kinder, kleinwüchsige Menschen,
- großwüchsige Menschen.

## Weitere Entwicklung
Seit Oktober 2010 ist die DIN 18024-2 abgelöst von der DIN 18040-1.
2010 wurde die Normierung der DIN 18040-3 (kurzzeitig als DIN 18070 gelistet) Barrierefreies Bauen – Planungsgrundlagen – Teil 3: Öffentlicher Verkehrs- und Freiraum begonnen. Diese wurde im Dezember 2014 veröffentlicht und ersetzt die DIN 18024-1.